# 167e division d'infanterie (France)
Pour les articles homonymes, voir 167e division.
La 167e division d'infanterie est une division d'infanterie de l'armée de terre française qui a participé à la Première Guerre mondiale.

## Les chefs de la167edivisiond'infanterie
- 14 décembre 1916 - 11 novembre 1918 : Général Schmidt

## Composition
- Infanterie divisionnaire, de décembre 1916 à février 1919 :
  - 170e régiment d'infanterie
  - 174e régiment d'infanterie
  - 409e régiment d'infanterie de décembre 1916 à novembre 1918
  - 2e bataillon de pionniers du 144e régiment d'infanterie territoriale d'août 1918 à janvier 1919[1]
  - 173e régiment d'infanterie, à partir de janvier 1919[1]
- 333e brigade d'infanterie, de février à août 1919 :
  - 166e régiment d'infanterie, jusqu'en avril 1919 (rattaché au 32e CA)[2]
  - 170e régiment d'infanterie[2]
  - 6e régiment de marche de tirailleurs, à partir de juin 1919[2]
- 334e brigade d'infanterie, de février à août 1919 :
  - 173e régiment d'infanterie[3]
  - 174e régiment d'infanterie, jusqu'en juin 1919 (dissous)[3]
  - 12e régiment de marche de tirailleurs algériens de juin à août 1919[3]

- Cavalerie
  - 1 escadron du 3e régiment de chasseurs de janvier 1917 à novembre 1918
  - 1 escadron du 13e régiment de hussards en 1919[1]
  - 2e escadron du 12e régiment de chasseurs de ? à janvier 1919[1]

- Artillerie
  - 1 groupe de 75 du 48e régiment d'artillerie de campagne de décembre 1916 à avril 1917
  - 1 groupe de 95 du 31e régiment d'artillerie de campagne de décembre 1916 à avril 1917
  - 1 groupe de 90 du 45e régiment d'artillerie de campagne de décembre 1916 à avril 1917
  - 3 groupes de 75 du 222e régiment d'artillerie de campagne d'avril 1917 à février 1919[1]
  - 3 groupes de 75 du régiment de marche 58/222 de février à août 1919[1]
  - 106e batterie de 58 du 6e régiment d'artillerie de campagne de décembre 1916 à janvier 1918
  - 101e batterie de 58 du 222e régiment d'artillerie de campagne de janvier à novembre 1918
  - 8e groupe de 155c du 121e régiment d'artillerie lourde de juillet 1918 à janvier 1919[1]
  - 6e groupe du 115e régiment d'artillerie lourde de janvier à août 1919[1]

- Génie :
  - compagnies 13/12, 13/62, 13/25 du 4e régiment du génie de décembre à mai 1919[1]
  - compagnie 28/3, de mai à août 1919[1]

## Historique

### 1916
- 14 – 25 décembre : constitution dans la région de Neufchâteau.
- 25 décembre 1916 – 19 janvier 1917 : mouvement vers l'est et occupation d'un secteur entre Pont-à-Mousson et la Seille, à l'est de Nomeny.

### 1917
- 19 janvier – 12 avril : retrait du front. Instruction au camp de Saffais. À partir du 12 février, travaux dans la région de Lunéville, Nancy. À partir du 17 mars, repos et instruction au camp de Saffais. À partir du 29 mars, travaux vers Lunéville et Nancy.
- 12 – 23 avril : transport par V.F. de Pont-Saint-Vincent et de Jarville, dans la région de Château-Thierry ; repos et instruction.
- 23 avril – 27 mai : transport par camions vers le front. Occupation d'un secteur vers le Godat et Loivre.

4 et 9 mai : engagée dans la bataille du Chemin des Dames, attaques au bois de Séchamp.
16 mai : réduction du front, à droite, jusqu'au sud du Godat.
- 27 mai – 25 juin : retrait du front et repos dans la région de Damery, puis dans celle d'Igny-le-Jard.
- 25 juin – 20 août : mouvement vers le front. Occupation d'un secteur entre la lisière est de Reims et les Cavaliers de Courcy, réduit à droite, le 12 août, jusque vers Bétheny.
- 20 août – 25 septembre : retrait du front. Repos et instruction vers Lizy-sur-Ourcq.
- 25 septembre – 31 octobre : transport par camions vers le front. Occupation d'un secteur au nord de la ferme de Colombe et de Nanteuil-la-Fosse. Préparatifs d'offensive : en 2e ligne, du 23 au 31 octobre (Bataille de la Malmaison).
- 31 octobre – 3 décembre : retrait du front : repos vers Lizy-sur-Ourcq.
- 3 – 14 décembre : transport par V.F., de la région de Château-Thierry, dans celle de Luxeuil et Lure ; repos et instruction.
- 14 décembre 1917 – 12 mai 1918 : mouvement vers le front, et, à partir du 20 décembre occupation d'un secteur vers Metzeral et le col du Bonhomme, étendu à gauche, le 4 avril, jusque vers la Faye.

### 1918
- 12 – 30 mai : retrait du front ; repos et instruction vers Bruyères.
- 30 mai – 18 juillet : transport par V.F., dans la région d'Épernay, puis par camions, dans celle de La Ferté-sous-Jouarre. À partir du 3 juin, occupation d'un secteur entre l'est de Veuilly-la-Poterie et Hautevesnes : refoulement de l'ennemi sur la rive nord du Clignon, puis organisation et défense du front dans cette région.
- 18 – 27 juillet : engagée, sur le Clignon, dans la 2e bataille de la Marne, (bataille du Soissonnais) : prise de Bussiares, d'Épaux-Bézu et de Beuvardes.
- 27 juillet – 1er août : retrait du front ; repos vers Dhuisy et Lizy-sur-Ourcq.
- 1er – 12 août : transport par camions dans la région d'Herpont ; repos, puis mouvement vers Suippes.
- 12 août – 26 septembre : occupation d'un secteur vers le Trou Bricot et la ferme des Wacques, réduit à droite, le 16 septembre, jusque vers Souain.
- 26 septembre – 9 octobre : engagée, vers Souain et à l'est, dans la bataille de Somme-Py (bataille de Champagne et d'Argonne) et son exploitation :

Prise de la butte de Souain et de SommePy. En 2e ligne à partir du 29.
2 octobre : reprise de l'offensive ; prise de la crête d'Orfeuil.
4 octobre : de nouveau en 2e ligne.
- 9 – 22 octobre : mouvement vers Bussy-le-Château et Saint-Remy-sur-Bussy ; repos. À partir du 18 octobre mouvement vers Proviseux-et-Plesnoy.
- 22 octobre – 5 novembre : mouvement vers le front ; maintenue en 2e ligne. À partir du 27 octobre, engagée dans la Bataille de la Serre.

29 octobre : attaque sur Banogne-Recouvrance. Organisation des positions conquises, vers Banogne-Recouvrance.
- 5 - 10 novembre : engagée dans la Poussée vers la Meuse : poursuite jusqu'aux lisières sud de Signy-l'Abbaye.
- 10 – 11 novembre : retrait du front ; mouvement, par Condé-lès-Herpy, vers Boult-sur-Suippe, où la 167e DI se trouve au moment de l'armistice.

### 1919
En février 1919, la division est en Alsace. Elle passe ensuite le Rhin pour occuper l'Allemagne,.
La division est dissoute le 21 août 1919 à 0 h.

## Rattachements
Affectation organique:
- Novembre 1916 : 13e corps d'armée
- Juin 1917 : 21e corps d'armée
- Novembre 1918 : 14e corps d'armée[1]
- Mai 1919 : 13e corps d'armée[1]

Rattachement par armée :
- 1re armée

12 – 23 avril 1917
- 4e armée

31 mai – 19 octobre 1918
- 5e armée

23 avril – 24 août 1917
30 – 31 mai 1918
19 octobre – 11 novembre 1918
- 6e armée

24 août – 3 décembre 1917
31 mai – 31 juillet 1918
- 7e armée

3 décembre 1917 – 30 mai 1918
- 8e armée

2 janvier – 12 avril 1917
- Détachement d'armée de Lorraine

14 décembre 1916 – 2 janvier 1917